# Leptobrachella brevicrus
Leptobrachella brevicrus là một loài lưỡng cư thuộc họ Megophryidae.
Nó được tìm thấy ở Malaysia và có thể cả Brunei.
Các môi trường sống tự nhiên của chúng là các khu rừng vùng núi ẩm nhiệt đới hoặc cận nhiệt đới và sông.